# Albavilla
Albavilla – miejscowość i gmina we Włoszech, w regionie Lombardia, w prowincji Como.
Według danych na rok 2004 gminę zamieszkiwały 5884 osoby, 588,4 os./km².